# Новая (Троицко-Посадское сельское поселение)
Новая (мар. Усола) — деревня в Горномарийском районе Республики Марий Эл. Входит в состав Троицко-Посадского сельского поселения.

## География
Находится в юго-западной части республики Марий Эл на расстоянии приблизительно 12 км на юг-юго-запад от районного центра города Козьмодемьянск.

## История
Основана марийцами в 1927 году. В 2001 году в деревне было 20 жилых дворов. В советское время работали колхозы «Звезда», им. Мичурина и совхоз «Волга».

## Население
Население составляло 60 человек (горные мари 100 %) в 2002 году, 47 в 2010.